# Rinzi Lham
Rinzi Lham (ur. 10 października 1967) – bhutańska łuczniczka.
Reprezentowała Bhutan na Letnich Igrzyskach Olimpijskich 1984. Wzięła udział w zawodach indywidualnych kobiet i została sklasyfikowana na 44. miejscu. Jest najmłodszym reprezentantem Bhutanu na igrzyskach olimpijskich.